# Savio Vega
Juan Rivera (nascido em 10 de agosto de 1964) é um lutador profissional de luta livre porto-riquenho, mais conhecido por seu trabalho no World Wrestling Council (WWC), onde ganhou o WWC World Heavyweight Championship três vezes. Durante a década de 1990, ele trabalhou para a World Wrestling Federation (agora WWE, World Wrestling Entertainment), inicialmente sob uma máscara como Kwang. Mais tarde, sob o ring name Savio Vega, tornar-se-ia no líder de um grupo porto-riquenho, Los Boricuas.
Depois de deixar o WWF, Rivera retornou a Porto Rico e se juntou à promoção de Victor Quiñones, a International Wrestling Association, onde foi Gerente Geral de longa data e ganhou cinco títulos, incluindo o IWA Undisputed World Heavyweight Championship. Em 2011, ele foi destaque no primeiro ângulo interpromotional entre IWA e WWC.